# Transnistrische Präsidentschaftswahl 1991

Flagge Transnistriens

Die Transnistrische Präsidentschaftswahl 1991 (russisch Президентские выборы в Приднестровской Молдавской Республике) war die erste Präsidentschaftswahl in dem international nicht anerkannten osteuropäischen Staat Transnistrien. Sie fanden am 1. Dezember 1991 statt, noch vor der Eskalation des Transnistrien-Konflikts.
Dabei konnte sich der spätere Präsident Igor Smirnow mit 65,4 % der Stimmen klar gegen seine Herausforderer Grigori Marakuza mit 31 % und Grigory Blagodarny mit 1,5 % durchsetzen. Der Zweitplatzierte Marakuza trat später der Fraktion Smirnows bei und war von 1991 bis 2005 Parlamentssprecher.

## Kandidaten

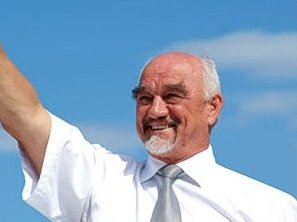
Wahlsieger Igor Smirnow

| Kandidat                         | Vizekandidat                     | Wahlergebnis |
| -------------------------------- | -------------------------------- | ------------ |
| Igor Smirnow                     | Alexander Karaman                | 65,4 %       |
| Grigori Marakuza                 | Boris Akulow                     | 31,0 %       |
| Grigori Blagodarny               | Ljudmila Alferjewa               | 1,5 %        |
| Gegen alle und ungültige Stimmen | Gegen alle und ungültige Stimmen | 2,1 %        |
| Gesamt (Wahlbeteiligung 78 %)    | Gesamt (Wahlbeteiligung 78 %)    | 100,0 %      |